# Marie-Lambertine Coclers
Pour les articles homonymes, voir Coclers.
Marie-Lambertine Coclers, née en 1761 à Liège et morte après 1815, est une pastelliste et graveuse des Pays-Bas du Sud.

## Biographie

### Jeunesse
Marie-Lambertine Coclers est la fille de Jean-Baptiste Coclers, membre d'une dynastie de peintre de la principauté de Liège. Son père meurt pendant son enfance. Son frère aîné, Louis-Bernard Coclers lui apprend à dessiner. 

### Carrière artistique
Vers 1800, elle séjourne chez son frère à Amsterdam, à l'occasion d'un travail de restauration de peintures et y adopte le style d'Adrien van Ostade qui lui inspire 20 gravures et d'Adriaen Brouwer.
Son frère peint une image d'une jeune artiste qui pourrait représenter sa sœur.
En 1817, les biographes Roeland van Eijnden et Adriaan van der Willigen décrivent ses portraits comme des « tasses joliment gravées ».